# Idaea delicatula
Idaea delicatula är en fjärilsart som beskrevs av W. Warren 1901. Idaea delicatula ingår i släktet Idaea och familjen mätare. Inga underarter finns listade i Catalogue of Life.